# District de Hailing
Le district de Hailing (海陵区 ; pinyin : Hǎilíng Qū) est une subdivision administrative de la province du Jiangsu en Chine. Il est placé sous la juridiction de la ville-préfecture de Taizhou.